# Wiatry jeziora Bajkał
Najsilniejsze wiatry obserwuje się w Przesmyku Olchońskim (ros. Ольхонские ворота) i u wejścia Zatoki Cziwyrkujskiej (ros. Чивыркуйский залив), gdzie fale mogą osiągać do 4 m. Podobnie dzieje się przy ujściu rzeki Selenga, w Zatoce Berguzińskiej (ros. Баргузинский залив) i na północnej stronie cypla Duży Uszkanij (ros. Большой Ушканий).
Sztormowe wiatry na Bajkale występują zazwyczaj pod koniec lata i na jesieni. Maksymalne wiatry obserwowane są w kwietniu, maju i listopadzie. Minimalne w lutym i czerwcu. 80% wszystkich sztormów na jeziorze występuje w drugiej połowie sierpnia i we wrześniu.
Przez wieki nagromadzono lokalną wiedzę na temat wiatrów. Np. na zachodnim wybrzeżu maksymalne wiatry występują od 8 do 16, a minimalne od 18 do 24. Miejscowi używają około 30 nazw wiatrów.